# Aagaardia oksanae
Aagaardia oksanae is een muggensoort uit de familie van de dansmuggen (Chironomidae). De wetenschappelijke naam van de soort is voor het eerst geldig gepubliceerd in 2005 door Makarchenko en Makarchenko.

## Etymologie
De soort is vernoemd naar Dr. Oksana V. Zorina.

## Voorkomen
De soort komt voor in het Sichote-Alin natuurreservaat.